# 埃塔·莱蒙
玛格丽塔（埃塔）·路易莎·莱蒙（英語：Etta Lemon；婚前姓史密斯，英语：Smith，1860年11月22日—1953年7月8日）是英国鸟类保护主义者，也是现在英国皇家鸟类保护协会（RSPB）的创始人之一。莱蒙夫人出生在肯特郡的一个基督教福音派家庭，在她父亲去世后，她愈发反对在制帽业使用鸟类羽毛，因为这导致了数以亿计的鸟类失去生命。1889年，莱蒙夫人与伊丽莎·菲利普斯在克罗伊登成立了毛皮、鳍和羽毛保护组织，两年后，该组织与同年在曼彻斯特成立的艾米莉·威廉姆森主持的鸟类保护协会（SPB）合并。合并后的新组织沿用了“鸟类保护协会”这一名字，协会章程由弗兰克·莱蒙撰写，他是新协会的法律顾问。1892年，她与弗兰克·莱蒙结婚。莱蒙夫人是鸟类保护协会的第一任荣誉秘书。1904年，莱蒙夫人不再担任荣誉秘书一职，协会也更名为英国皇家鸟类保护协会。
尽管莱蒙夫人保守又专制，反对鸟类学，和皇家鸟类保护协会委员会的冲突与日俱增，莱蒙夫妇仍然主持英国皇家鸟类保护协会三十余年。1938年，79岁的莱蒙夫人迫于压力辞职。她在任时，1921年颁布的《（禁止）进口鸟类羽毛法》限制了鸟类羽毛的国际贸易，但并未禁止人们购买或佩戴鸟羽。
1920年，莱蒙夫人获颁大英帝国员佐勋章（MBE），以表彰她在第一次世界大战期间对雷德希尔战争医院的卓越管理。她曾为许多组织工作，包括皇家厄尔斯伍德医院、全国妇女反对选举权联盟和雷德希尔红十字会分会。尽管莱蒙夫人从不认为自己是一名鸟类学家，她仍是英国鸟类学家联盟（BOU）于1909年最早接纳的四名女性荣誉会员之一。1953年，莱蒙夫人在雷德希尔去世，享年92岁，葬于雷盖特公墓她丈夫身侧。

## 早年生活
玛格丽塔·路易莎·史密斯于1860年11月22日出生在肯特郡的海斯，父母分别是威廉·埃利沙·史密斯和路易莎·史密斯（婚前姓巴克莱）。威廉·史密斯是皇家舍伍德燧发枪队的步兵队长，后来加入舍伍德森林团，并在海斯的步兵训练学校担任副官一职。莱蒙夫人是长女，有一弟一妹，分别是爱德华·史密斯和沃尔特拉·梅西·史密斯。1866年，莱蒙夫人的母亲生下一个死胎。1867年，她的母亲死于分娩，腹中胎儿也未成活。莱蒙夫人的父亲在同年晚些时候与26岁的玛丽·安妮·沃拉斯顿结婚。埃塔和梅西（姐妹俩喜欢的昵称）最初随父亲史密斯上尉和后妈住在他们位于伦敦布莱克希斯的新家。大约在这个时候，史密斯上尉离开了军队，从1868年直到1899年去世，他一直是福音协会的名誉秘书。该协会旨在传播福音。 
埃塔很快就被送到萨福克郡贝尔斯特德的希尔豪斯寄宿学校，该校由福音派基督徒玛丽亚·温普尔比开办，她在那里呆到16岁。她曾短暂地回到布莱克希斯，随后被送往瑞士洛桑的一所女子精修学校，学会说一口流利的法语。莱蒙的弟弟爱德华·史密斯在剑桥大学学医。他后来改姓巴克莱-史密斯，成为一名解剖学教授。 
18岁的莱蒙夫人回到布莱克希斯后，开始参与父亲的传教工作，撰写宣传册，每天陪父亲坐火车去伦敦。在伦敦，她学会了在福音派集会上公开演讲。这段日子里，他们经常遇到威廉·莱蒙和他的儿子，他们都是律师。莱蒙先生的儿子与她在对虐待动物和用鸟类羽毛装饰女帽的做法上观点一致。

## 羽毛贸易

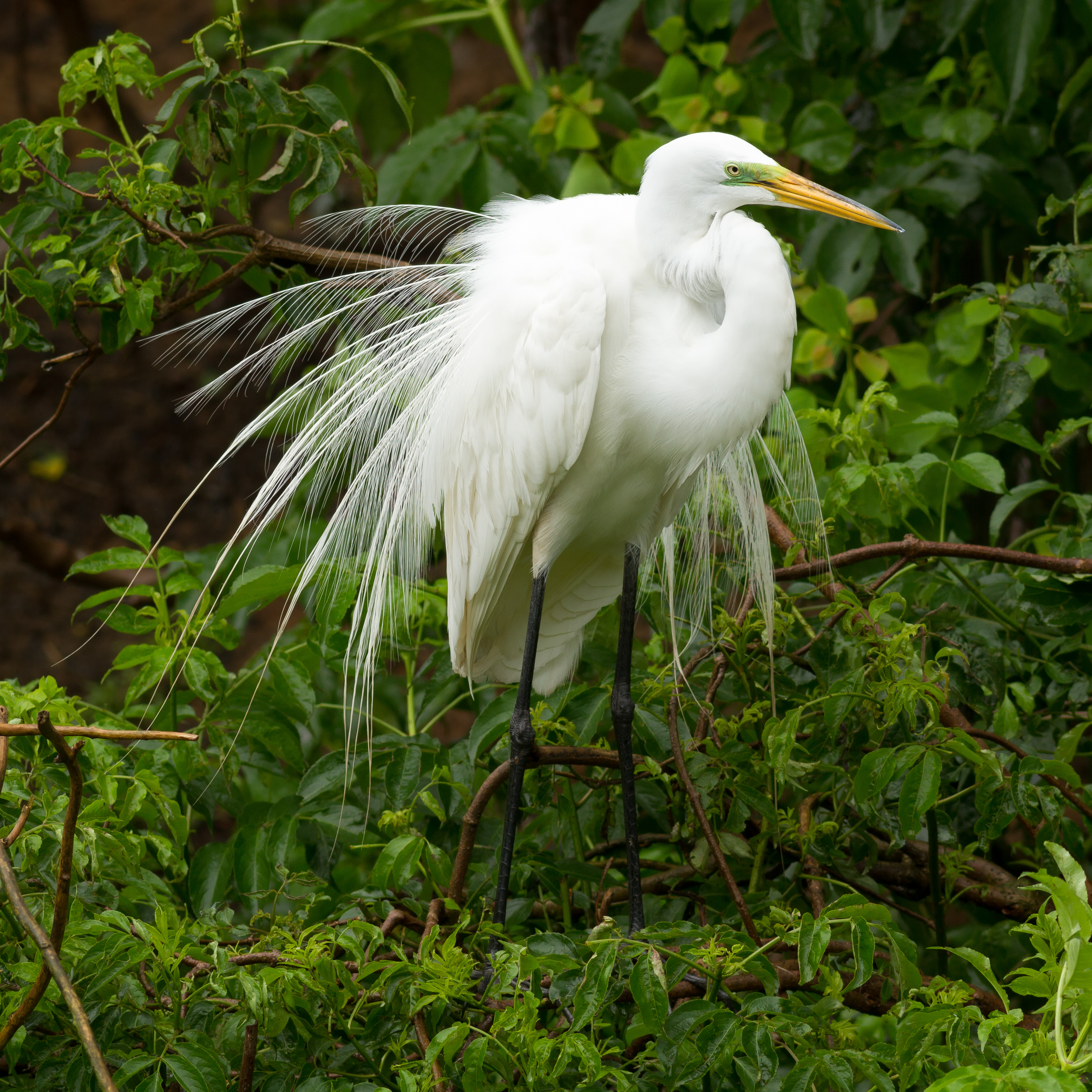
大白鹭展示繁殖季节羽毛（曾被用于制帽业）

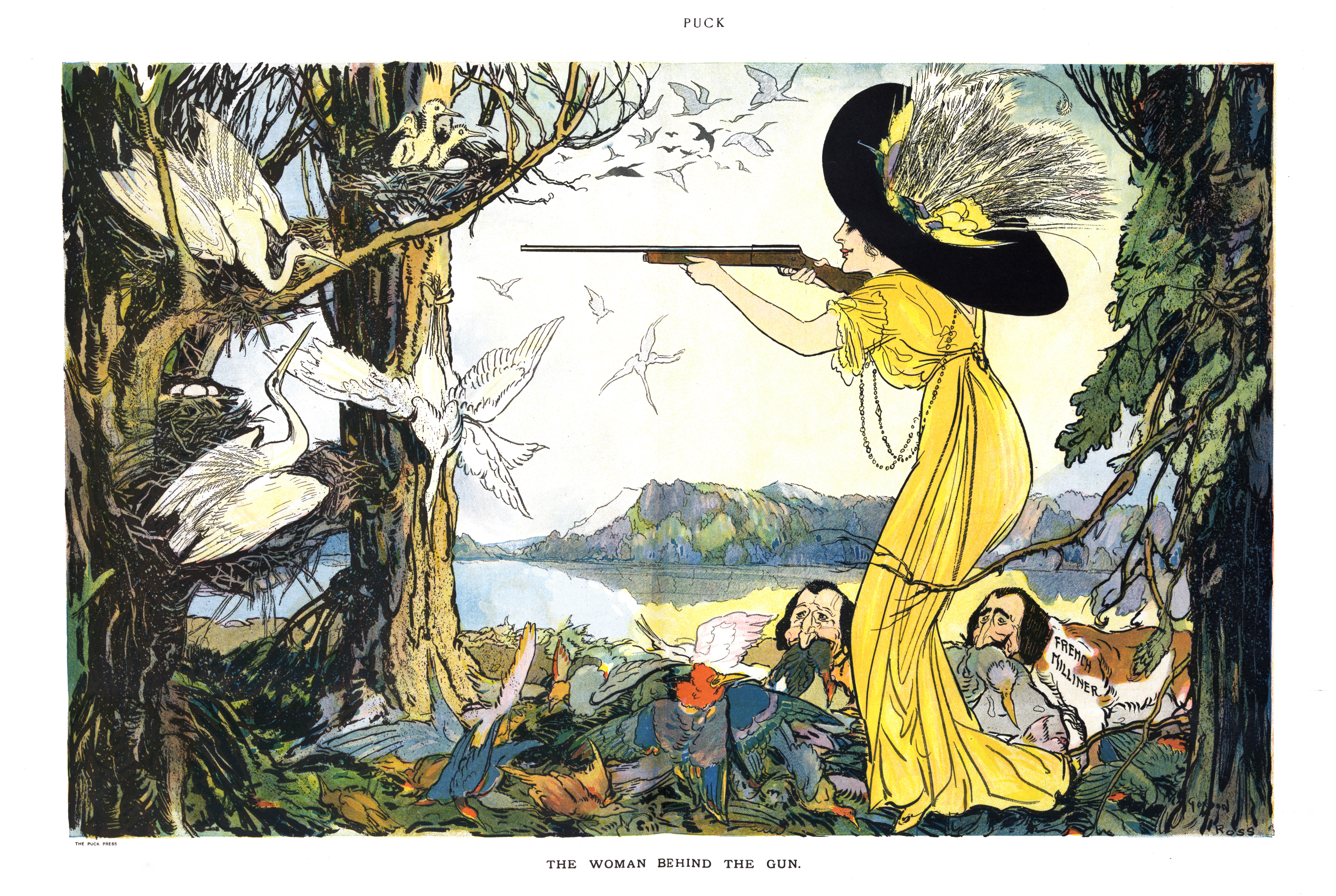
1911年一幅刊登在杂志的漫画展现了羽毛帽为何导致雪鹭的死亡

从十八世纪末到第一次世界大战后，鸟类生存的一大威胁是女帽业热衷于以鸟类羽毛作装饰。尽管有些羽毛来自养殖鸵鸟，但大量的野生鸟类因羽毛贸易被杀，尤其是白鹭。“aigrette”一词特指白鹭的羽毛。蜂鸟、鹳鸟和鹤等鸟类的羽毛也被时尚界追捧。 
1870年至1920年间，英国进口了18400公吨（即20300吨）野生鸟类的羽毛。1公斤（即2.2磅）的装饰性繁殖羽需要150-300只鸟，这意味着仅仅为了满足英国的羽毛需求，就有数十亿只鸟被杀。射杀种鸟导致了它们的蛋和雏鸟无法存活，其实际损失远超想象。在贸易高峰期，每年英国的羽毛贸易价值2000万英镑，按2021年的货币价值计算，大约为2.04亿英镑。

### 反羽毛贸易运动
莱蒙夫人从一本关于羽毛贸易杀害鸟类的书《荒野的胜利》获得启发，该书是苏格兰博物学家伊莱扎·布莱特文所作，并于1890年由凯德勒斯出版社出版。莱蒙在教堂里看到戴羽毛帽的女性，就给她们塞纸条，解释鸟类是如何被杀害来制作羽毛帽子的。1889年，她与野生动物保护人士伊莱扎·菲利普斯一起，在菲利普斯位于克罗伊登的家中成立了全女性成员的毛皮、鳍和羽毛保护组织，反对羽毛贸易。这个组织的早期成员有富有的未婚女士凯瑟琳·霍尔和鱼商的15岁女儿汉娜·波兰德。组织成员承诺不佩戴任何因羽毛贸易而遭杀害的鸟类的羽毛，除了鸵鸟，因为鸵鸟养殖恰恰是为了它的羽毛。 该组织的会费为两便士，第一年的成员几乎有5000人之多。
1891年，毛皮、鳍和羽毛保护组织与鸟类保护协会合并，后者由慈善家艾米莉·威廉姆森于1889年在曼彻斯特的迪兹伯里成立。二者都是全女性组织，有相似的目标和相同的捐款率。合并是由皇家防止虐待动物协会（RSPCA）促成的，该协会本身并不想参与鸟类保护事宜；作为温和派的主流组织，与被视为极端主义的鸟类保护运动保持一定距离很有必要。虽然新组织沿用了鸟类保护协会的名称，但实际上是莱蒙一派主导管理权。合并后的章程由弗兰克·莱蒙编写，他也是鸟类保护协会的法律顾问。1892年，她与弗兰克·莱蒙结婚，以莱蒙夫人的身份出任协会的第一任名誉秘书，并于1904年卸任。1898年，莱蒙夫人当选为伦敦动物学会会员。
1897年，鸟类保护协会在伦敦设立办公室，并发出了16000多封信件和50000份传单；次年，协会会员达20000人。尽管该组织成立时是全女性，自然作家威廉·亨利·哈德森从一开始就与莱蒙夫人和伊莱扎·菲利普斯有联系。鸟类学家也慷慨解囊，阿尔弗雷德·牛顿教授捐了一基尼，英国鸟类学家联盟主席利尔福德勋爵和J·A·哈维-布朗各捐10镑。男性名人也被邀请演讲或赞助，比如杜伦主教布鲁克·福斯·韦斯科特、政治家爱德华·格雷爵士和军人沃尔斯利勋爵。
1885年成立的两个更早的组织，塞尔伯恩联盟和鸟羽联盟，在第二年合并为塞尔伯恩协会，但很快就被鸟类保护协会超越，因为鸟类保护协会有很多地方分支机构，目标单一明确。

### 英国皇家鸟类保护协会

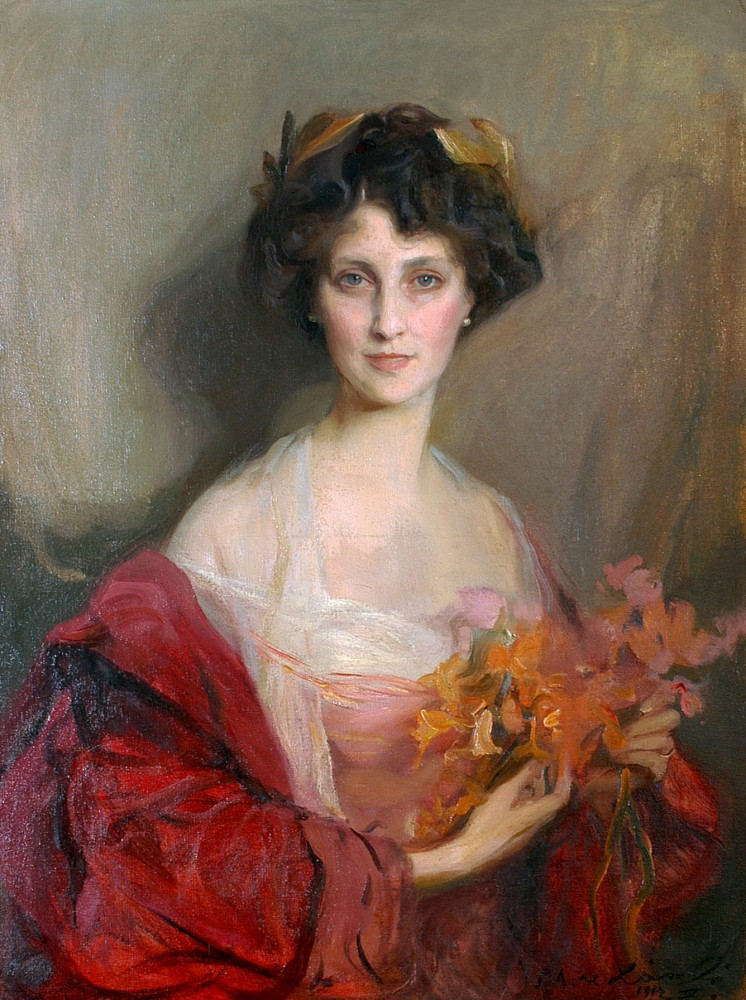
1912年菲利普·德·拉斯洛所绘，波特兰公爵夫人温妮弗蕾德·卡文迪什-本廷克肖像

从1891年直至1954年去世，鸟类保护协会的主席是波特兰公爵夫人温妮弗蕾德·卡文迪什-本廷克。她是禁酒主义者，也是素食者，支持许多人道主义事业。波特兰公爵夫人的贵族交际圈让她对协会来说很重要。她是爱德华七世的妻子亚历山德拉王后 的锦衣侍女，她的丈夫波特兰公爵是御马官，他们的职位使这对夫妇与爱德华七世夫妇关系密切。公爵夫人让莱蒙处理她关于鸟类问题的大部分信件。
1904年，亚历山德拉王后批准向鸟类保护协会颁发皇家特许状，准其升格为皇家鸟类保护协会。莱蒙无法继续担任名誉秘书，因为皇家特许状禁止女性牵头领导组织。因此，莱蒙夫人作为皇家鸟类保护协会出版商和监督委员会的名誉秘书继续处理协会的日常事务。她之前的职位由丈夫弗兰克·莱蒙接任，这对夫妇在随后的31年里鞠躬尽瘁。 1913年，莱蒙夫人安排在灯塔上安装了供候鸟休息的支架，并建立了观鸟者系统来监测脆弱的鸟类繁殖地。
1908年，议会提出了一项限制羽毛贸易的法案，可惜并未成功。羽毛是奢侈品之一，在第一次世界大战期间，自1917年2月起禁止进口。 1919年7月，莱蒙夫人和波特兰公爵夫人向贸易委员会主席奥克兰·格迪斯爵士递交了一封由150位男士签名的信，其中有H·G·威尔斯和托马斯·哈代等名人，要求在羽毛贸易法通过之前继续对羽毛进口实施战时限制。格迪斯爵士答复道，进口限制将“尽可能地”持续下去，他“希望”羽毛贸易法案能在1920年初通过。 1921年，《（禁止）进口羽毛法》通过，并于1922年4月1日获得御准。然而，该法的作用不大，因为它只禁止进口羽毛，不禁止销售和佩戴羽毛。
1935年4月，弗兰克·莱蒙突然去世，享年76岁，莱蒙夫人接替了名誉秘书一职。 1935年，当皇家鸟类保护协会的秘书琳达·加德纳退休时，有人提议用一名男子取代她，这显然是为了让该协会得到更广泛的接纳。这一想法遭到了两位女助理秘书比阿特丽斯·索莉和莱蒙夫人的侄女菲丽丝·巴克莱-史密斯的反对。莱蒙夫人并不支持女助理们关于性别平等的请求，当她们威胁要辞职时，莱蒙夫人接受了她们的辞职，并且在协会杂志上提到她们的离开时隐去了她们的姓名。 
莱蒙夫人很快就受到了《田野》杂志的审查，《田野》1936年刊登的一篇社论对皇家鸟类保护协会在笼养鸟类上的不作为、投资房地产业务、高额的开支以及管理老龄化提出了质疑。这导致了以伦敦动物学会的朱利安·赫胥黎为首的六人委员会的成立，委员会提议革新管理，比如当选成员应有固定任期。这些建议于1960年生效，那时莱蒙夫人已经辞世多年。 到1938年，莱蒙夫人已经79岁，她的影响力大不如前。她名誉秘书的职位已被废止；而她不赞成的做法，如环志和近距离摄影，已被皇家鸟类保护协会采纳，尽管她认为自己的观鸟者系统被低估了。莱蒙夫人不得不低头，并于同年向波特兰公爵夫人提交辞呈。 

## 其他活动

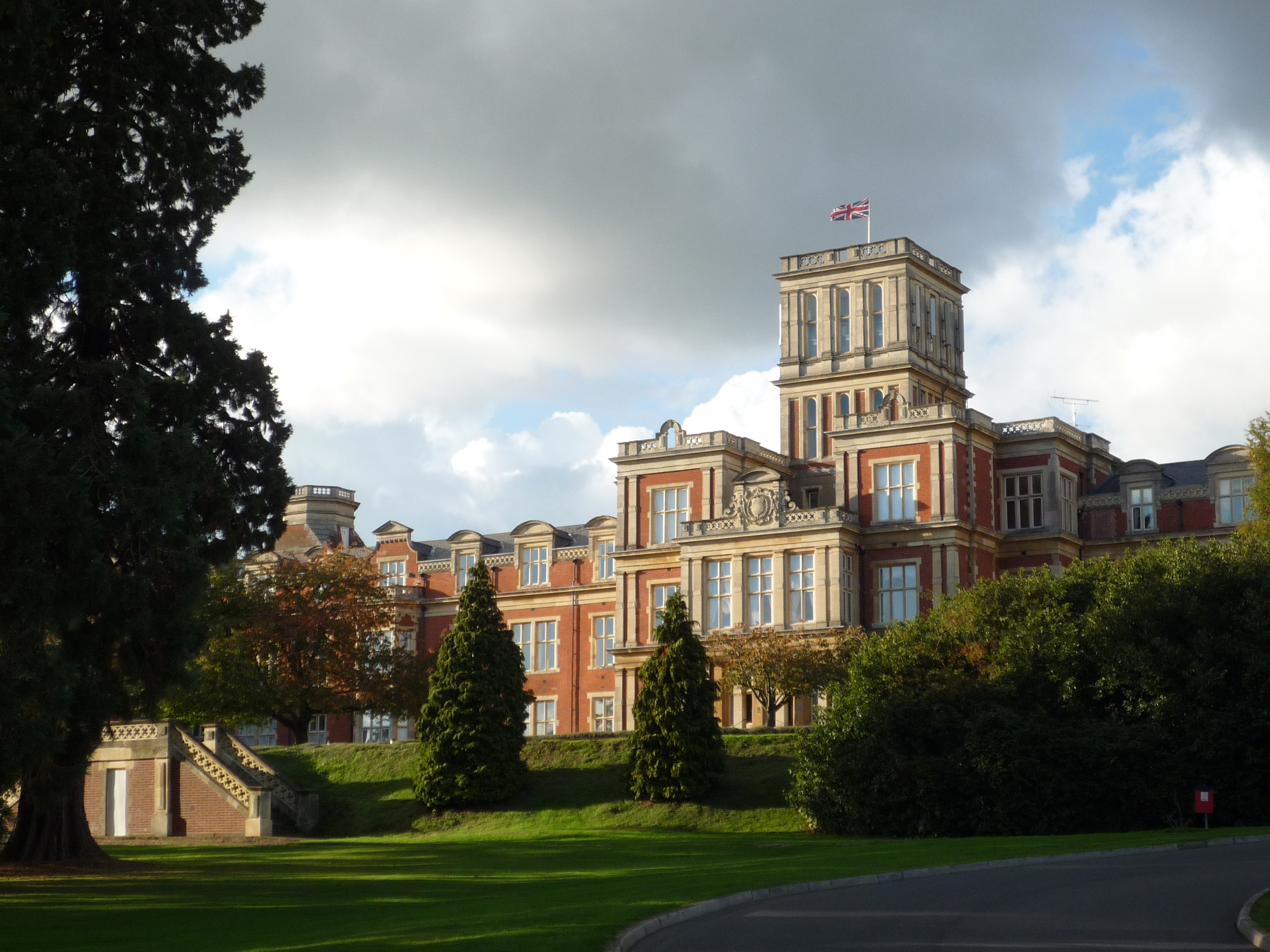
2010年的皇家厄尔斯伍德医院

除了反羽毛贸易组织，世纪之交另一场以女性为主的大规模运动是女性参政权运动，由埃米琳·潘克赫斯特领导的妇女社会政治联盟在英国率先发起。 鸟类保护协会的许多保守派和宗教领袖都反对妇女选举权，许多妇女参政论者戴着羽毛帽，以作为身份标志。1896年，由布兰奇·阿特金森撰写，莱蒙夫人分发的鸟类保护协会的宣传册《妇女的问题》指出，妇女戴羽毛帽是拒绝选举权的好理由。“如果女性依然无知、愚蠢，不能理解戴羽毛帽的残忍性和罪恶，那么她们就证明自己不适合成为选民，也不适合在与男人平等的条件下进入高知行业。”1908年，莱蒙夫人成为刚刚成立的全国妇女反选举权联盟的委员会成员。 
莱蒙夫人还与萨里郡雷德希尔的皇家厄尔斯伍德医院和布莱顿的克莱森特豪斯疗养院合作，前者是最早专门为发育障碍者提供服务的机构之一。 
1911年，弗兰克·莱蒙当选赖盖特市市长，作为市长夫人，埃塔分担了他的职责，比如为100名儿童组织圣诞派对。 莱蒙夫人也是当地红十字会分会的军需官、救济院监护人委员会成员和儿童关怀协会的财务主管。
1917年，在第一次世界大战期间，英国军队征用了雷德希尔济贫院作为战时医院，现年57岁的莱蒙夫人被任命为院长，对50名工作人员和80名病人负责。她为病人的娱乐室、休息椅和100个喂食杯筹到了资金。1920年，莱蒙夫人被授予大英帝国员佐勋章，以表彰她在医院的杰出工作。[2] 次年她被任命为治安法官，从而成为赖盖特最早的两名女裁判官之一。
莱蒙夫人于1953年在雷德希尔去世，享年92岁，葬在赖盖特的圣玛丽教堂公墓，与丈夫毗邻。遗嘱认证时，她的遗产估价为13770镑5先令5便士. 

## 认可与遗产
1009年，莱蒙夫人加入英国鸟类学家联盟，她是该联盟最早的四位女性荣誉会员之一；其他三位分别是貝德福德公爵夫人瑪麗·羅素、多萝西娅·贝特和艾玛·特纳。虽然她有幸加入这个曾经全男性的组织，莱蒙夫人从未认为自己是鸟类学家。她认为专业的鸟类学家在很大程度上不支持她的事业，而且当时英国鸟类学家联盟的许多活动涉及收集鸟蛋，甚至为研究和获取鸟皮而杀害鸟类。由此，莱蒙夫人将鸟类学家视为她试图解决的问题之一。 
莱蒙夫人的无私为她赢得了许多人的钦佩，尤其是观鸟者和战地医院归来的士兵，但她的保守主义和专制做法也让她在皇家鸟类保护协会获得了“恶龙”的绰号。也许是因为如此，莱蒙夫人死后，对她的贡献的认可有所减少，但从2018年开始，她的声誉开始回升。莱蒙夫人的照片现挂在皇家鸟类保护协会总部，她的名字也出现在协会网站上。 2021年，协会杂志《自然之家》发表文章纪念该协会的创始人，莱蒙夫人、艾米莉·威廉姆森、伊莱扎·菲利普斯和波特兰公爵夫人。

## 引用文献
- Boase, Tessa. . London: Aurum. 2021. ISBN 978-0-7112-6338-3.
- Brightwen, Eliza.  fifth. London: T Fisher Unwin. 1890.
- Clarke, Richard.  (PDF). London: The Selborne Society and Birkbeck College Centre for European Protected Area Research. 2004  [2022-01-14]. （原始内容存档 (PDF)于2021-08-31）.
- Cocker, Mark. . London: Jonathan Cape. 2013. ISBN 978-0-224-08174-0.